# Pfarrkirche St. Konrad (Linz)

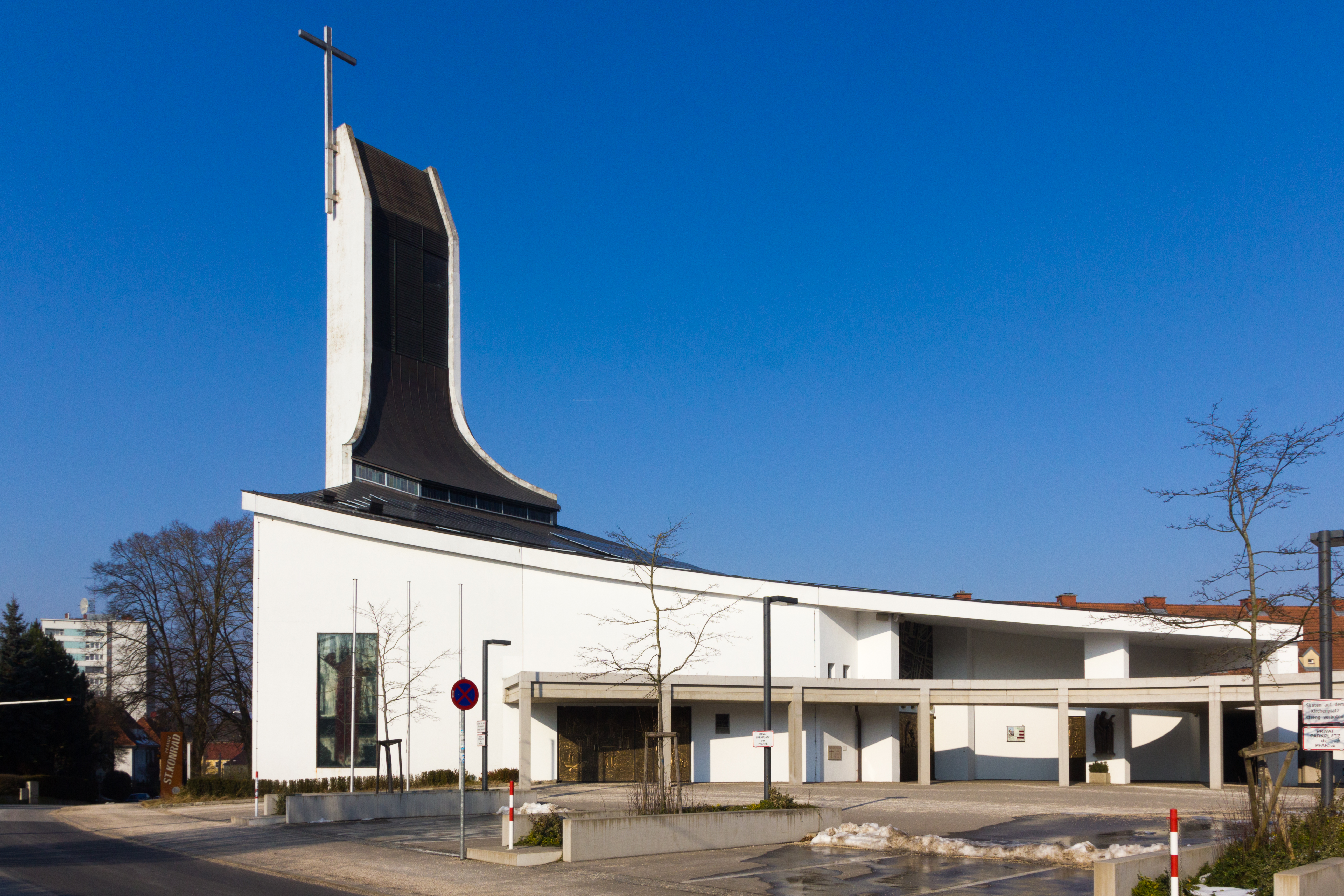
Pfarrkirche St. Konrad

Die Pfarrkirche St. Konrad steht am Linzer Froschberg im Stadtteil Waldegg in Oberösterreich. Die römisch-katholische Pfarrkirche St. Konrad gehört zum Dekanat Linz-Mitte in der Diözese Linz. Die Kirche steht unter Denkmalschutz (Listeneintrag).

## Geschichte
Aufgrund reger Bautätigkeit am Froschberg wurde bereits in der Zwischenkriegszeit der Wunsch nach einer Kirche laut. 1934 wurde in der Kudlichstraße Nr. 21 eine Notkirche errichtet, die bis zum Anschluss Österreichs 1938 bestand. 1941 wurde die Kaplanei St. Konrad eingerichtet, um die immer größer werdende Bevölkerungszahl am Froschberg seelsorglich besser betreuen zu können. 1947 kaufte die Kirche das Grundstück auf der Froschbergkrone, auf dem sich die Kirche heute befindet, von der Stadt Linz an und errichtete 1948 dort die St. Konradskapelle nach Plänen von Hans Feichtlbauer (heute Pfarrheim). Ein Kirchenbau war unmittelbar nach dem Krieg aus finanziellen Gründen noch nicht möglich.
Die heutige Kirche wurde 1959 bis 1961 nach Plänen von Dombaumeister Gottfried Nobl und Othmar Kainz erbaut und 1961 geweiht. Das Altarbild stammt von Franz Nagel, die bronzenen Kirchenportale und die Statue des Kirchenheiligen stammen von Peter Dimmel. Rudolf Kolbitsch gestaltete das Altarbild der Wochentagskapelle sowie das Glasfenster Golgotha über dem Haupteingang. Die 2005 aus Glas gestalteten Objekte Altar, Ambo und das Taufbecken stammen von Maria Moser ebenso wie ein Glasfenster an der Südecke zum Thema Auferstehung. In der Kirche befindet sich auch noch eine Madonna mit Kind, die Thomas Schwanthaler zugeschrieben wird. Die Orgel stammt von der Firma Walcker-Mayer.